# 虞姬
虞姬（—前202年），又稱虞美人，名虞或姓虞，西楚霸王項羽的美人。與白娘子、孟姜女、王寶釧並稱中國古代四大情女。

## 生平
虞姬的身世不详，仅知她是项羽身边的美人，常伴随项羽左右。
前202年，項羽在垓下之戰中被劉邦、韓信、彭越、英布四面八方大軍合圍困於垓下（今安徽省靈璧縣城南沱河北岸城後村），身陷十面埋伏，兵孤糧缺，夜聞四面楚歌，楚軍士氣盡失，項羽認為大勢已去，帳中酌酒，對著虞姬唱起悲壯的「垓下歌」：『力拔山兮氣蓋世。時不利兮騅不逝。騅不逝兮可奈何！虞兮虞兮奈若何！』。虞姬唱和：『漢兵已略地，四方楚歌聲。大王意氣盡，賤妾何聊生。』
最終項羽在垓下之戰中自刎身亡，但史书卻没有记载虞姬的结局，后世文艺作品通常设定为虞姬一同自刎殉情。

## 歷史記載
《史記》中司馬遷的記載虞姬經常伴於項羽（並未提及死亡原因、司馬遷是最接近虞姬年代的史官）：
項王軍壁垓下，兵少食盡，漢軍及諸侯兵圍之數重。夜聞漢軍四面皆楚歌，項王乃大驚曰：「漢皆已得楚乎？是何楚人之多也！」項王則夜起，飲帳中。有美人名虞，常幸從；駿馬名騅，常騎之。於是項王乃悲歌慨，自為詩曰：「力拔山兮氣蓋世，時不利兮騅不逝。騅不逝兮可柰何，虞兮虞兮柰若何！」歌數闋，美人和之。項王泣數行下，左右皆泣，莫能仰視。
《太平寰宇記》中提到是項羽在敗戰之際，殺死虞姬：
卷一二八「濠州鍾離縣」：「虞姬冢在縣東南六十里，高六丈，即項羽敗，殺姬葬此。」

## 墳墓
關於虞姬的墳墓，《括地誌輯校》中記載在濠州定遠縣東六十里但《太平寰宇記》認為是在濠州鍾離縣東南六十里。《方舆胜览》則寫到：「虞姬冢在定远县南，今宿州也有墓，相传是灵璧葬其身，此葬其首。」

## 虞姬廟
位於安徽省宿州市境内的插花山。
《歷陽典錄》記載：「魯妃廟在陰陵山之陽，有小山曰插花山，上有廟曰插花廟，又曰魯妃廟，蓋項羽為魯公，故虞姬稱魯妃也。」
《直隸和州志》書卷四中《輿地志·山川》記載：「陰陵山，州北80里，項王迷道處，上有刺槍坑，為項王立槍點，旁有澤，名紅草湖。春夏之交，湖水漲發，瀰漫無際，即陰陵九曲澤，澤中有項王村，項王失路於澤中，周圍九曲，後人因以為名。」

## 影響

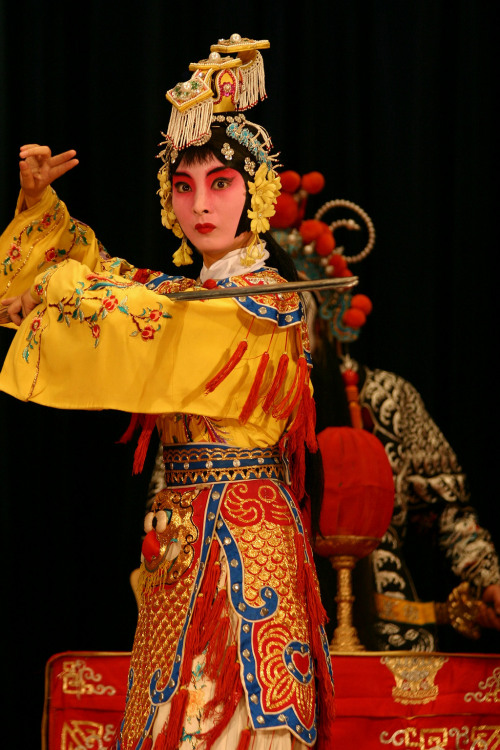
京剧《霸王别姬》塑造的虞姬形象

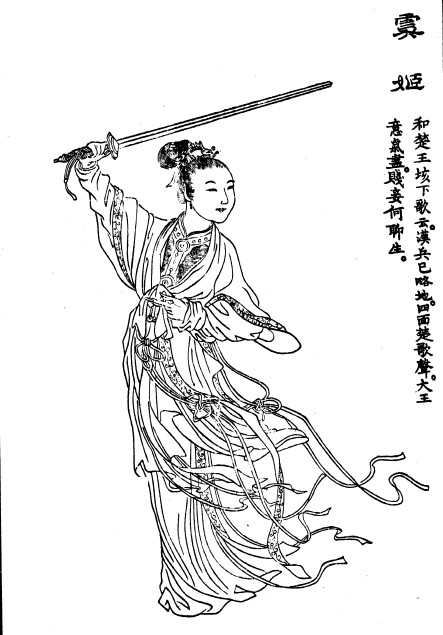
虞姬舞剑图。

雖然歷史上有關虞姬的記述不多，但中國的文學、戲劇、小說、電影，均對她有深刻的描寫刻劃。
- 北宋詩人蘇辙《虞姬墓》：「布叛增亡國已空，摧殘羽翮自令窮。艱難獨與虞姬共，誰使西來破沛公。」
- 清朝詩人何浦《虞美人》：「遺恨江東應未消，芳魂零亂任風飄。八千子弟同歸漢，不負君恩是楚腰（虞姬）。」
- 清朝詩人袁枚《過虞溝游虞姬廟》：「為欠虞姬一首詩，白頭重到古靈祠。三軍已散佳人在，六國空亡烈女誰？死竟成神重桑梓，魂猶舞草濕胭脂。座旁合塑烏騅像，好訪君王月下騎。」
- 清朝曹雪芹《紅樓夢》中的《五美吟·虞姬》：「肠断乌骓夜啸风，虞兮幽恨对重瞳。黥彭甘受他年醢，饮剑何如楚帐中？」
- 《霸王別姬》：京劇的經典名劇，作家李碧華所著的同名小說，更被導演陳凱歌改編成同名電影，獲得多个國際電影獎項。
- 台灣金光布袋戲《戰血天道》：借體重生的「血神」，極有可能和虞姬有關。

## 影視形象
- 香港電視劇《楚河漢界》（1985年）：由陳玉蓮飾演。
- 香港電影《西楚霸王》（1994年）：由關之琳飾演。
- 中國大陆電視劇《西楚霸王》（1994年）：由施懿飾演。
- 中國大陆電視劇《漢劉邦》（1998年）：由周露飾演。
- 香港電視劇《楚汉骄雄》（2004年）：由吴美珩飾演。
- 中國大陆電視劇《楚汉風雲》（2005年）：由杨恭如飾演。
- 中國大陆電視劇《大汉巾帼》（2005年）：由顏丹晨飾演。
- 中國大陆電視劇《玫瑰江湖》（2009年）：由孙菲菲飾演。
- 中國大陆電視劇《神話》（2010年）：由張萌飾演。
- 中國大陆電視劇《韩信》（2010年）：由孙雅飾演。
- 中國大陆与香港合拍電影《鴻門宴傳奇》（2011年）：由劉亦菲飾演。
- 中國大陆電視劇《楚汉爭雄》（2011年）：由金晨飾演。
- 中國大陆電視劇《楚汉傳奇》（2012年）：由李依曉飾演。
- 中國大陆電視劇《王的女人》（2013年）：由袁姍姍飾演。
- 中國大陆電影《王的盛宴》（2012年）：由何杜娟飾演。
- 中國大陆電視劇《秦时明月》（2015年）：由金晨飾演赤练，后为虞美人 。

## 动画形象
- 《秦汉英雄传》

## 游戏形像
。王者荣耀刺客 射手
- 日本手機遊戲《Fate/Grand Order》：由伊瀨茉莉也配音。
- 中国手游《食物语》：由配音员 阿杰 演唱《霸王别姬》

## 舞台剧形象
- 日本宝塚歌剧团-花组-《虞美人》（2010年）[9]

## 外部連結
- 中央電視台-虞姬(上) （页面存档备份，存于）
- 中央電視台-虞姬(下) （页面存档备份，存于）